# This Was
This Was ist das erste Studioalbum der britischen Progressive-Rock-Band Jethro Tull. Es erschien 1968 in Großbritannien (Island ILPS 9085).

## Entstehung und Stil
Im Gegensatz zu den späteren Alben stammen die Stücke nicht ausschließlich von Sänger und Bandleader Ian Anderson. Der Gitarrist Mick Abrahams hatte an deren Entstehung einen wesentlichen Anteil und ist auch anstelle von Anderson auf dem Stück Move on Alone als Sänger zu hören. Er verließ die Band jedoch nach diesem Album und wurde durch Martin Barre ersetzt. Stilistisch ist This Was sehr uneinheitlich. Die Palette reicht vom Blues mit akustischen Instrumenten (Some Day the Sun Won’t Shine for You) über das Cover eines Jazz-Titels von Roland Kirk (Serenade to a Cuckoo) mit dem für Ian Anderson typischen Querflötenspiel bis hin zum Progressive Rock (My Sunday Feeling und Beggar’s Farm), in dem die späteren Jethro Tull anklingen. Die Bläserarrangements sind von David Palmer.

## Titelliste

### Seite 1
1. My Sunday Feeling (Anderson) – 3:43
2. Some Day the Sun Won’t Shine for You (Anderson) – 2:49
3. Beggar’s Farm (Abrahams/Anderson) – 4:19
4. Move on Alone (Abrahams) – 1:58
5. Serenade to a Cuckoo (Kirk) – 6:07

### Seite 2
1. Dharma for One (Anderson/Bunker) – 4:15
2. It’s Breaking Me Up (Anderson) – 5:04
3. Cat’s Squirrel (Traditional, arrangiert von Abrahams) – 5:42
4. A Song for Jeffrey (Anderson) – 3:22
5. Round (Anderson/Abrahams/Bunker/Cornick/Ellis) – 1:03

### Extratitel
Auf der 2001 überarbeiteten CD sind zusätzlich noch folgende drei Titel enthalten:
1. One for John Gee (Abrahams) – 2:06
2. Love Story (Anderson) – 3:06
3. Christmas Song (Anderson) – 3:06

### 50th Anniversary Edition
2018 erschien eine Ausgabe zum 50. Jubiläum, die sich in den deutschen Albumcharts platzieren konnte.